# Lycocerus japonicus
Lycocerus japonicus là một loài bọ cánh cứng trong họ Cantharidae. Loài này được Kiesenwetter miêu tả khoa học năm 1874.